# Југ југоисток
Југ југоисток је српски филм из 2005. године који је режирао Милутин Петровић. Петровић је и косценариста филма заједно са Сашом Радивојевићем. Филм је по жанру психо-трилер.

## О филму
Некада популарна глумица Соња Савић, која већ 10 година живи у Словенији, поново долази у Београд да са мајком и братом Милошем из Белгије, кога никада није видела, подели наследство. Соња добија хистерични напад тврдећи да јој је отета кћерка Софија и бежи у непознатом правцу. Милош алармира полицију и заједно са инспектором Деспотовићем креће у потрагу за њом. Они проналазе Соњу која признаје да је измислила отмицу и да дете не постоји. Деспотовића надлежни обавештавају да дете заиста постоји и да је отац министар спољњих послова Србије, и да Соња ћути и отмици како би њега заштитила. Међутим, министар саопштава Деспотовићу да дете не постоји, да га Соња годинама прогони и да је вероватно у служби оних који желе да га компромитују. Инспектор је збуњен. Ко лаже? Ко говори истину? Ко је луд? Ко ће умрети?
Више није питање да ли сте параноични, већ да ли сте довољно параноични.

## Улоге
| Глумац                   | Улога                |
| ------------------------ | -------------------- |
| Соња Савић               | Соња и мајка Микаина |
| Радивоје Андрић          |                      |
| Недељко Деспотовић       | Инспектор Деспотовић |
| Балша Ђого               | Помоћник инспектора  |
| Коста Ђорђевић           | Студент              |
| Младомир Пуриша Ђорђевић |                      |
| Владимир Ђукелић         |                      |
| Мина Ђукић               | студенткиња          |
| Никола Ђуричко           |                      |
| Никола Драговић          | Телохранитељ         |
| Срђан Голубовић          |                      |

## Награде
- Врњачка Бања: Специјална награда за сценарио